# Malé Lednice
Malé Lednice je naseljeno mjesto u okrugu Považská Bystrica u Trenčínskom kraju u Slovačkoj.

## Stanovništvo
| Godina:     | 1993. | 2003.   | 2013.   | 2023.   |
| ----------- | ----- | ------- | ------- | ------- |
| Broj ljudi: | 520   | 527     | 511     | 489     |
| Razlika:    |       | +1,34 % | -3,03 % | -4,30 % |

| Godina:     | 2022. | 2023.   |
| ----------- | ----- | ------- |
| Broj ljudi: | 488   | 489     |
| Razlika:    |       | +0,20 % |

Prema podatcima o broju stanovnika iz 2023. godine naselje je imalo 489 stanovnika.

## Vanjske poveznice
|  | Zajednički poslužitelj ima još gradiva o temi Malé Lednice |

- Službena stranica naselja (sl.)